# Josef Lang (homme politique, 1954)
Pour les articles homonymes, voir Josef Lang et Lang.
Josef Lang, dit Jo Lang, né le 29 avril 1954 à Aristau, est un historien et une personnalité politique suisse, membre des Verts.

## Biographie
En 1973, il participe à la fondation de la Ligue marxiste révolutionnaire, un mouvement anti-staliniste membre de la IVe Internationale. En 1975, il est condamné par la justice militaire pour son article Pour des droits démocratiques dans l'armée.
En 1982, il est élu au parlement de la ville de Zoug pour le compte du Parti socialiste ouvrier (PSO). Entre 1980 et 1982, il est rédacteur du journal de ce parti, Die Bresche. Il compte ensuite parmi les fondateurs de l'Alternative socialiste verte du canton de Zoug (SGA) en 1986.
Il participe également à la fondation du Groupe pour une Suisse sans armée en 1982 et au lancement de l'initiative populaire pour la suppression de l'armée . Cette même année, il publie un livre anti-militariste[réf. nécessaire], L'âme de la nation. De 1991 à 1997, il occupe la présidence de la SGA.
En 1994, il est élu au Grand Conseil du canton de Zoug, où il reste jusqu'en 2004. En 2003, il est élu au Conseil national et réélu en 2007. Depuis 2006, il est président de l'alternative du canton de Zoug.

## Sources

### Sources externes
- La biographie de Josef Lang sur le site du Parlement fédéral
- La biographie de Josef Lang sur le site des éditions Bannverlag Zug

## Publications
- Die Seele der Nation. Die Bedeutung einer Schweiz ohne Armee, Francfort-sur-le-Main, ISP, 1989, 143 p. (ISBN 978-3-88332-173-8).
- Sakrales und Profanes aus dem Zugerland, Zug, Bannverlag Zug, 2007 (ISBN 978-3-9522657-3-4).
- Demokratie in der Schweiz. Geschichte und Gegenwart, Hier und Jetzt, 2020.